# Joam da Silva Leal
João da Silva Leal, originalmente Joam da Silva Leal foi um militar e cartógrafo que atuou no Brasil durante o período colonial, sobretudo na Capitania da Baía de Todos os Santos, atual estado da Bahia.

## Biografia
Foi promovido ao posto de Segundo-tenente do Real Corpo de Engenheiros por meio de um decreto régio expedido por D. Maria I em 1798. Elaborou, em 1808, o trabalho cartográfico intitulado Planta Topográfica do Rio de Joanes sob ordem do Conde da Ponte, João de Saldanha da Gama de Melo e Torres Guedes de Brito, governador e Capitão-general da Capitania da Bahia de Todos os Santos; e, no ano seguinte, a Nova Carta da América Meridional, que engloba desde a Capitania do Grão-Pará até Rio Grande de São Pedro.